# Gare de Villers-sur-Lesse
Pour les articles homonymes, voir gare de Villers.
La gare de Villers-sur-Lesse, dite aussi Villers-sur-Lesse-Jamblinne de 1902 à 1918, est une gare ferroviaire belge, fermée et désaffectée, de la ligne 150, de Jemelle à Houyet. Elle est située, rue des platanes, sur le bord de la Lesse, à environ 500 m au nord du village de Villers-sur-Lesse, sur le territoire de la commune de Rochefort, en Région wallonne dans la province de Namur.
Mise en service en 1888 par les Chemins de fer de l'État belge, elle est fermée, comme la ligne, au service des voyageurs en 1959. Après le démontage des voies en 1984, l'ancien bâtiment, devenu une propriété privée, est sur le bord du RAVeL qui suit le tracé de l'ancienne ligne 150.

## Situation ferroviaire
Établie à 139 mètres d'altitude, la gare de Villers-sur-Lesse était située au point kilométrique (PK) 12,00 de la ligne 150, de Jemelle à Houyet entre les haltes d'Éprave et de Vignée.

## Histoire
La gare, dénommée Villers-sur-Lesse, située à distance du village de Villers sur la commune de Jamblinne, est mise en service le 23 septembre 1888 par les Chemins de fer de l'État belge, lors de l'ouverture de la section d'Éprave à Villers-sur-Lesse de la ligne 150 (dite aussi ligne de la Lesse). Gare d'évitement, de cette ligne à voie unique, elle dispose d'une deuxième voie pour le croisement des trains. Elle doit sans doute ce privilège au fait qu'elle dessert le Château royale de Ciergnon, elle dispose d'une salle d'attente réservée aux membres de la famille royale. son bâtiment, situé au pied de la ferme-château de Villers-sur-Lesse, est conforme au plan type 1873 des gares de l'État.
Elle devient une gare de passage, le 3 janvier 1889, lors de l'ouverture à l'exploitation de la section suivante de Villers-sur-Lesse à Wanlin. Le 13 septembre 1902 elle est renommée gare de Villers-sur-Lesse-Jamblinne, elle retrouve son nom d'origine en 1918. Elle est électrifiée en 1919, par la création d'une ligne spécifique la raccordant à la centrale électrique privée du château de Ciergnon.
Après la Seconde Guerre mondiale, la ligne 150 est remise en service. En 1950, la gare est desservie par neuf trains quotidiens. Puis l'augmentation du trafic automobile se fait au détriment de l'utilisation du train et, après de multiples réactions de la population, l'État Belge décide la fermeture définitive de la ligne, entre Jemelle et de Houyet. Le dernier trains de voyageurs s'arrête en gare le 13 avril 1959, de nombreux habitants sont venus pour faire un dernier adieu au train,.
La circulation de trains de marchandises est en augmentation du fait notamment des transports de grumes vers les scieries. La cour marchandise de la gare est utilisée pour la création d'un « chantier de découpage ». Néanmoins au fil du temps les camions récupèrent le trafic de grumes et les circulations de trains se raréfient. La gare est fermée le 1er décembre 1972 et ce même jour son dernier chef de gare, Albert Bertrand, part en retraite. La gare voie encore passer un train de marchandises, qui ne s'arrête pas avant que la section, entre Jemelle et Hour-Havenne, ne soit également totalement fermée le 23 novembre 1978,.

## Patrimoine ferroviaire

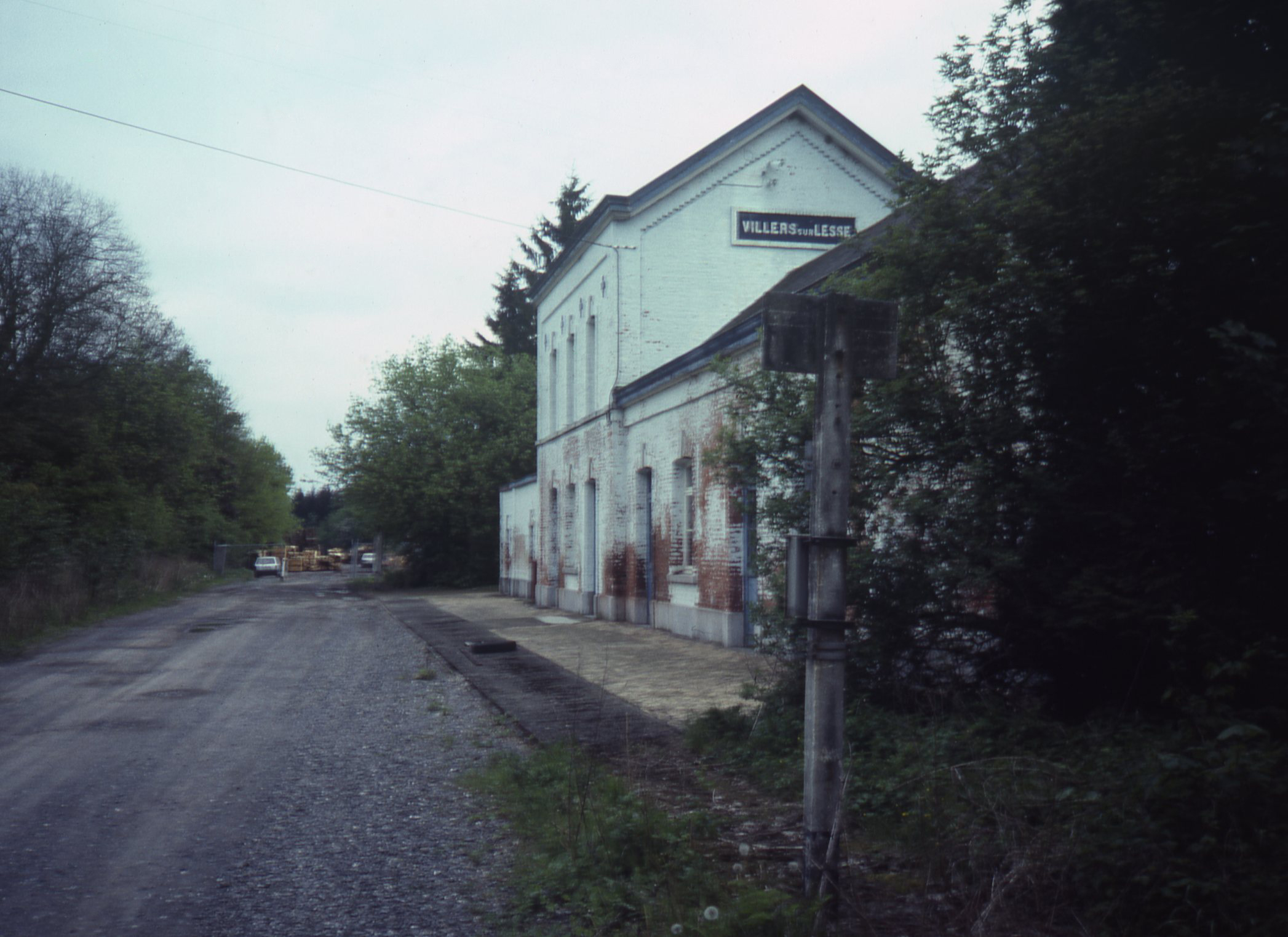
L'ancien bâtiment voyageurs en 1987

Le bâtiment d'origine de la gare, construit en brique suivant le plan type de 1873 des Chemins de fer de l'État belge, avec une aile basse de quatre travées servant de salle d'attente et une aile de service à toit plat, est toujours présent. Après sa fermeture il a été occupé par le Crédit Communal qui y avait installé une agence. Depuis le bâtiment a été réhabilité en habitation privée et masqué par une haute haie.
Après le démontage des voies, en 1984-85, un RAVeL est installé sur la ligne 150 entre Jemelle et Houyet sauf quelques kilomètres de ligne près de Villers-sur-Lesse (ils comportent un pont sur la Lesse et un petit tunnel en mauvais état). Le RAVeL emprunte un chemin au pied du château de Ciergnon.